# الخطوط الجوية الكندية

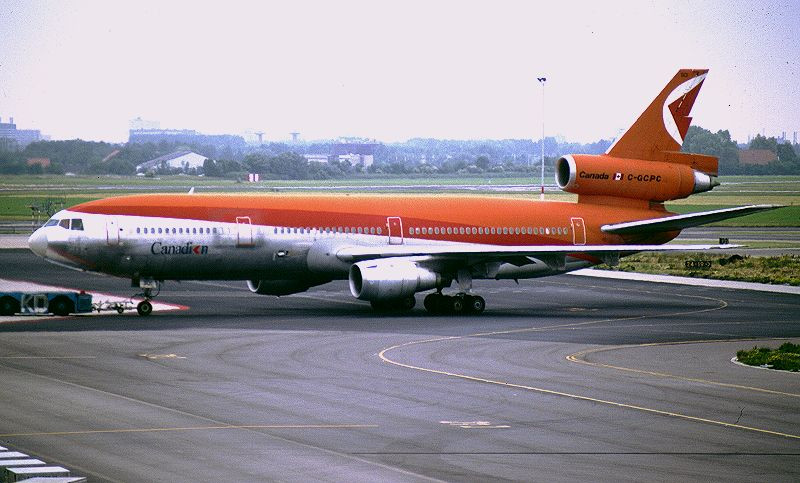
ماكدونل دوغلاس دي سي-10 in crossover الخطوط الجوية الباسيفيكية الكندية livery at مطار سخيبول أمستردام في 1988

الخطوط الجوية الكندية الدولية هي خطوط جوية سابقة في كندا، تأسست في سنة 1987 واستمرت إلى سنة 2001 وكانت هذه الخطوط الأكبر في كندا بعد شركة الخطوط الجوية طيران كندا، حيث قامت بنقل أكثر من 1,9 مليون راكب إلى 160 اتجاه، في 17 دولة، في 5 قارات.
الخطوط الجوية الكندية نقلت في 105 اتجاه في كندا وهذا كان أكثر من أي خطوط جوية أخرى، كانت عضو في تحالف عالم واحد، وتمثل مدينة كالغاري في كندا نقطة تمركزها، كسبت 3 مليارات دولار أمريكي في رحلاتها في عام 1999 فتفوقت على طيران كندا في تلك السنة.